# Notholaena peruviana
Notholaena peruviana är en kantbräkenväxtart som beskrevs av Nicaise Augustin Desvaux. Notholaena peruviana ingår i släktet Notholaena och familjen Pteridaceae. Inga underarter finns listade.